# Girl I Am Searching for You
"Girl I Am Searching for You" (em português:  Garota Eu Estou Procurando por Você) é o terceiro single do álbum In My Eyes, lançado pelo cantor de freestyle Stevie B em 1989. A canção chegou a posição #52 na Billboard Hot 100 e #4 na parada de singles dance do Canadá. É o único single do álbum In My Eyes no qual não foi gravado videoclipe.

## Faixas
| N.º | Título                                                                             | Duração |  |
| 1.  | "Girl I Am Searching for You" (Album Version)                                      | 4:54    |  |
| 2.  | "Girl I Am Searching for You" (Short Version)                                      | 4:15    |  |
| 3.  | "Girl I Am Searching for You" (Extended Mix)                                       | 5:52    |  |
| 4.  | "Searching for Your House" - "Part A (Subterranean Mix)" - "Part B (Non-Stop Mix)" | 12:31   |  |
| 5.  | "Girl I Am Searching for You" (Moon Mix)                                           | 4:51    |  |
| 6.  | "Searching for a Dub/Come with Me" (With a Spoon Dub)                              | 9:59    |  |
| 7.  | "Searching for the Meaning of Spooge" (Percapella)                                 | 3:09    |  |

## Posições nas paradas musicais
| Parada musical (1989)                               | Melhor posição |
| --------------------------------------------------- | -------------- |
| Canadá - Canada RPM Dance/Urban                     | 4              |
| Estados Unidos - Billboard Hot 100                  | 56             |
| Estados Unidos - Hot Dance Music/Maxi-Singles Sales | 17             |